# Depok
Depok város Indonéziában, Jakarta mellett délre. A dzsakartai konurbáció (Jabotabek: Jakarta, Bogor, Tangerang, Bekasi) része. Lakossága 1,7 millió fő volt 2010-ben.  A fővárossal gyorsvasút köti össze (KRL).

## Közigazgatás
A város hat kerületből áll: 
| - Beji, - Cimanggis | - Limo - Pancoran Mas | - Sawangan - Sukmajaya |

## Fordítás
Ez a szócikk részben vagy egészben  a   Depok című angol Wikipédia-szócikk fordításán alapul.  Az eredeti cikk szerkesztőit annak laptörténete sorolja fel. Ez a jelzés csupán a megfogalmazás eredetét és a szerzői jogokat jelzi, nem szolgál a cikkben szereplő információk forrásmegjelöléseként.
Ez a szócikk részben vagy egészben  a   Depok című német Wikipédia-szócikk fordításán alapul.  Az eredeti cikk szerkesztőit annak laptörténete sorolja fel. Ez a jelzés csupán a megfogalmazás eredetét és a szerzői jogokat jelzi, nem szolgál a cikkben szereplő információk forrásmegjelöléseként.